# My Love (Kovacs)
My love is een downloadsingle van Sharon Kovacs. Het is afkomstig van haar ep met dezelfde titel. Het verscheen tevens op haar debuutalbum Shades of black, dat pas bijna een jaar later verscheen. Het lied in habaneravorm was een succes op YouTube met meer dan zeven miljoen hits. My love, over een opgebroken liefde, bevat een verwijzing naar het einde "Ashes to ashes, dust to dust"; in dit geval de liefde dus.

## Hitnotering
De single was in tegenstelling tot het album geen groot commercieel succes. My love bereikte de Nederlandse Top 40 en Vlaamse Ultratop 50 niet (het bleef steken in de tipparades). De Belgische BRT Top 30 kent het nummer niet.

### NederlandseSingle Top 100
| Positie: | 32 | - | 86 | 93 | uit |

### NPO Radio 2 Top 2000
| Nummer met noteringen in de NPO Radio 2 Top 2000 | '15  | '16  |
| ------------------------------------------------ | ---- | ---- |
| My love                                          | 1973 | 1647 |

1. ↑  Een vetgedrukt getal geeft de hoogste notering aan.
2. ↑  2015 was het eerste jaar met een notering voor dit nummer.
3. ↑  Deze tabel is bijgewerkt tot en met de laatste editie (2024).